# Barbara Pouwels
 (janvier 2019).
Si vous disposez d'ouvrages ou d'articles de référence ou si vous connaissez des sites web de qualité traitant du thème abordé ici, merci de compléter l'article en donnant les références utiles à sa vérifiabilité et en les liant à la section « Notes et références ».
Barbara Pouwels, née le 13 juillet 1967 aux Pays-Bas,, est une actrice néerlandaise.

## Filmographie

### Cinéma et téléfilms
- 1980–1981 : Zesde klas (nl) : Ellen
- 1991 : In voor- en tegenspoed (VARA) (nl) : L'auxiliaire puissante
- 1992 : Ik ga naar Tahiti (nl) : Dina
- 1992 : Survival (téléfilm) : Yvonne
- 1994 : 12 steden, 13 ongelukken (nl) : Ingrid
- 1994 : Pleidooi (nl) : Roos Hustinx
- 1998-2006 : Baantjer : Marjolein Bier
- 2000 : Wet & Waan (nl) : Marian
- 2001 : All Stars (nl) : L'officier
- 2002 : Ernstige Delicten (nl) : La directrice de la clinique du SCT
- 2003–2004 : Hartslag (série télévisée) : Martine
- 2004 : De Band (nl) : La thérapeute
- 2006 : Man & Paard (nl) : La réceptionniste
- 2006 : Grijpstra & de Gier (nl) : La procureur de la république, Mme De Wit
- 2007 : De Daltons, de jongensjaren (nl) : La professeur de biologie
- 2007 : Spoorloos verdwenen (nl) : Els Hooier
- 2008 : Deadline (nl) : Bar Lady
- 2011 : Dolfje Weerwolfje (nl) : La mère de Pochmans
- 2012 : De geheimen van Barslet (nl) : Brigitte Haberkorn
- 2013 : Dokter Tinus : La mère de Gertje
- 2014 : Moordvrouw : Miranda van Hoof
- 2014 : Heer & Meester (nl) : Lieke Swart
- 2014–2017 : Celblok H (nl) : Agnes Brinkhorst
- 2016 : Hart Beat : Eva Steur
- 2016 : Toren C : Jeanne Meuleman
- 2017 : Flikken Rotterdam (nl) : Lea Krijns
- 2018 : SpangaS : Mya Fransen